# Fisch-Luzie

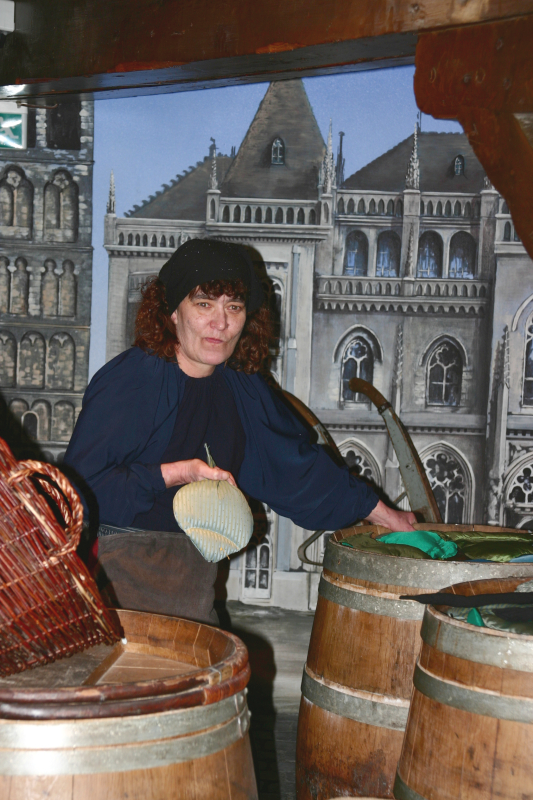
Eine Darstellerin im Bremer Geschichtenhaus als Fisch-Luzie

Unter dem Namen Fisch-Luzie wurde in Bremen die schlagfertige Fischhändlerin Johanna Lucie Henriette Flechtmann, geb. Hartig, (* 9. März 1850 in Bremen; † 10. August 1921 ebenda) als beliebtes Original bekannt.

## Biografie
Flechtmann stammte aus einer Fischhändlerfamilie in der Bremer Neustadt, die mehr als 200 Jahre im Fischhandel tätig war. Ihr Vater war der Fischhändler Heinrich Ludwig Hartig. Nach einer kurzen ersten Ehe mit einem Herrn Lorenz – ihr Mann starb – heiratete sie den Schlosser Albert Flechtmann. Von ihm trennte sie sich 1890. Sie wohnte nun in der Großen Annenstraße Nr. 96 und später wieder beim Neustadtsbahnhof. Hier betrieb sie einen Handel mit Fischen und Kleidungen. Aus ihren zwei Ehen hatte sie 17 Kinder zu versorgen. Sie war außerordentlich geschäftstüchtig und auch resolut. Mit ihrem eigenen Boot fuhr sie den Fischkuttern entgegen, um schnell frische Fische aufzukaufen. Auf ihrem Fischstand auf dem Bremer Marktplatz vor der alten Börse verkaufte sie die Ware. Dadurch wurde sie als schlagfertige, couragierte Händlerin, die ihre Rechte auch schon einmal unter Benutzung von Fischen als Waffe entschieden verteidigte, zu einem bekannten Bremer Stadtoriginal.
Noch bis 1998 bestand die Fischhandlung Flechtmann GmbH, betrieben von ihren Söhnen Hermann und Johann und weiteren Nachkommen Lucie Flechtmanns. Johann Dietrich, genannt Jonny, ein Enkel, betrieb den Fischhandel am Domshof bis zum 17. November 1988.
Flechtmann gründete 1907 den Fußballverein FC Stern Bremen mit und finanzierte ihn maßgeblich. Sie gilt als erste Frau in Deutschland, die einen Fußballverein sponserte. Der Name soll auf den Raddampfer zurückgehen, mit dem sie morgens auf der Weser fuhr, um Fische zu kaufen. Bis zu ihrem Tod soll sie regelmäßig am Spielfeldrand gestanden und ihre Mannschaft angefeuert haben. Es wird kolportiert, dass sie zuletzt mit einem Stuhl zum Spielfeld getragen wurde, als sie nicht mehr laufen konnte.
Bei der Beerdigung der populären Fisch-Luzie konnte der kleine Buntentorsfriedhof die große Trauergemeinde kaum aufnehmen. Die Polizei musste Absperrungen vornehmen.
Ihre Tochter Lucie Götz besaß ein Geschäft in der Hermannstraße. Sie pflegte eine Leidenschaft für das Theater und übernahm  in einer Aufführung des Thalia Theaters zwei Rollen, in denen sie sich selbst und auch ihre Mutter spielte. Sie starb 1950.

## Ehrungen
- Im Bremer Stadtteil Neustadt wurde der Lucie-Flechtmann-Platz nach ihr benannt.
- Im Focke-Museum Bremen hängt ein Gemälde von ihr.
- In der Nähe des Bremer Maschinenfleets liegt der Lucie-Flechtmann-Weg.